# Кологривов Василь Олексійович
Кологривов Василь Олексійович (1827—1875, Київ) — музичний діяч, один із засновників Російського музичного товариства.

## Біографія
Зі старовинного дворянського роду.
Навчався на юридичному факультеті Санкт-Петербурзького університету. Брав уроки гри на віолончелі у К. Б. Шуберта.
Служив в канцелярії санкт-петербурзького цивільного губернатора. Був великим любителем музики. У 1840-1850-х роках був членом Симфонічного товариства і кілька років — інспектором оркестрів петербурзьких Імператорських театрів. На цій посаді дуже сприяв підвищенню рівня російської опери. Крім того, займався організацією загальнодоступних концертів в Михайлівському манежі.
Перебуваючи в дружніх відносинах з А. Г. Рубінштейном, став одним із засновників Російського музичного товариства та Санкт-Петербурзької консерваторії. Входив перший комітет директорів РМТ (1859—1869), був помічником голови його петербурзького відділення, а також інспектором Санкт-Петербурзької консерваторії (1862—1866).
У 1869 році переїхав до Києва в зв'язку з призначенням чиновником особливих доручень при київському генерал-губернаторові О. М. Дондукові-Корсакові. Взяв діяльну участь в роботі київського відділення РМТ, клопотав про безоплатну передачу відділенню будинку з ділянкою на Подолі, для будівництва будівлі Київського музичного училища.